# Gintaras Steponavičius
Gintaras Steponavičius (ur. 23 lipca 1967 w Kłajpedzie) – litewski polityk, prawnik, były wicemarszałek Sejmu, od 2008 do 2012 minister edukacji i nauki.

## Życiorys
W 1992 został absolwentem nauk prawnych na Uniwersytecie Wileńskim. W latach 90. studiował także na uczelniach zagranicznych w Danii, Wielkiej Brytanii i Włoszech. Odbył studia doktoranckie z zakresu nauk politycznych i stosunków międzynarodowych.
W latach 1991–1994 pracował w Ministerstwie Spraw Zagranicznych jako specjalista, zajmował się m.in. współpracą z Konferencją Bezpieczeństwa i Współpracy w Europie. Następnie do 2000 był koordynatorem litewskiego oddziału Fundacji im. Friedricha Naumanna, zaś do 2004 także wykładowcą w instytucie stosunków międzynarodowych i nauk politycznych Uniwersytetu Wileńskiego.
W okresie 1994–2000 zajmował się także działalnością dziennikarską, pisząc dla kwartalnika "East European Constitutional Review" i następnie dla tygodnika "Atgimimas". W 1997 i 2000 był wybierany do rady miejskiej Wilna.
W latach 2000–2004 sprawował mandat posła na Sejm z ramienia Litewskiego Związku Liberałów, pełniąc funkcję wicemarszałka, a przez kilka miesięcy kierując jednocześnie komitetem spraw europejskich. W 2004 został po raz drugi wybrany do parlamentu, tym razem z listy Związku Liberałów i Centrum. W styczniu 2005 ponownie objął stanowisko zastępcy przewodniczącego parlamentu. W parlamentarnej frakcji LiCS zasiadał do października tego roku, przechodząc do frakcji liberalnej. W 2006 został jednym z założycieli nowego ugrupowania, Ruchu Liberalnego Republiki Litewskiej.
W wyborach parlamentarnych w 2008 z ramienia liberałów ponownie uzyskał mandat deputowanego, wygrywając w okręgu jednomandatowym. W koalicyjnym rządzie Andriusa Kubiliusa objął tekę ministra edukacji i nauki. W 2012 po raz kolejny został wybrany do Sejmu. W grudniu tego samego roku zakończył urzędowanie na stanowisku rządowym. W 2016 utrzymał mandat poselski na kolejną kadencję; w trakcie kadencji znalazł się poza frakcją liberałów.